# TAI TF 칸

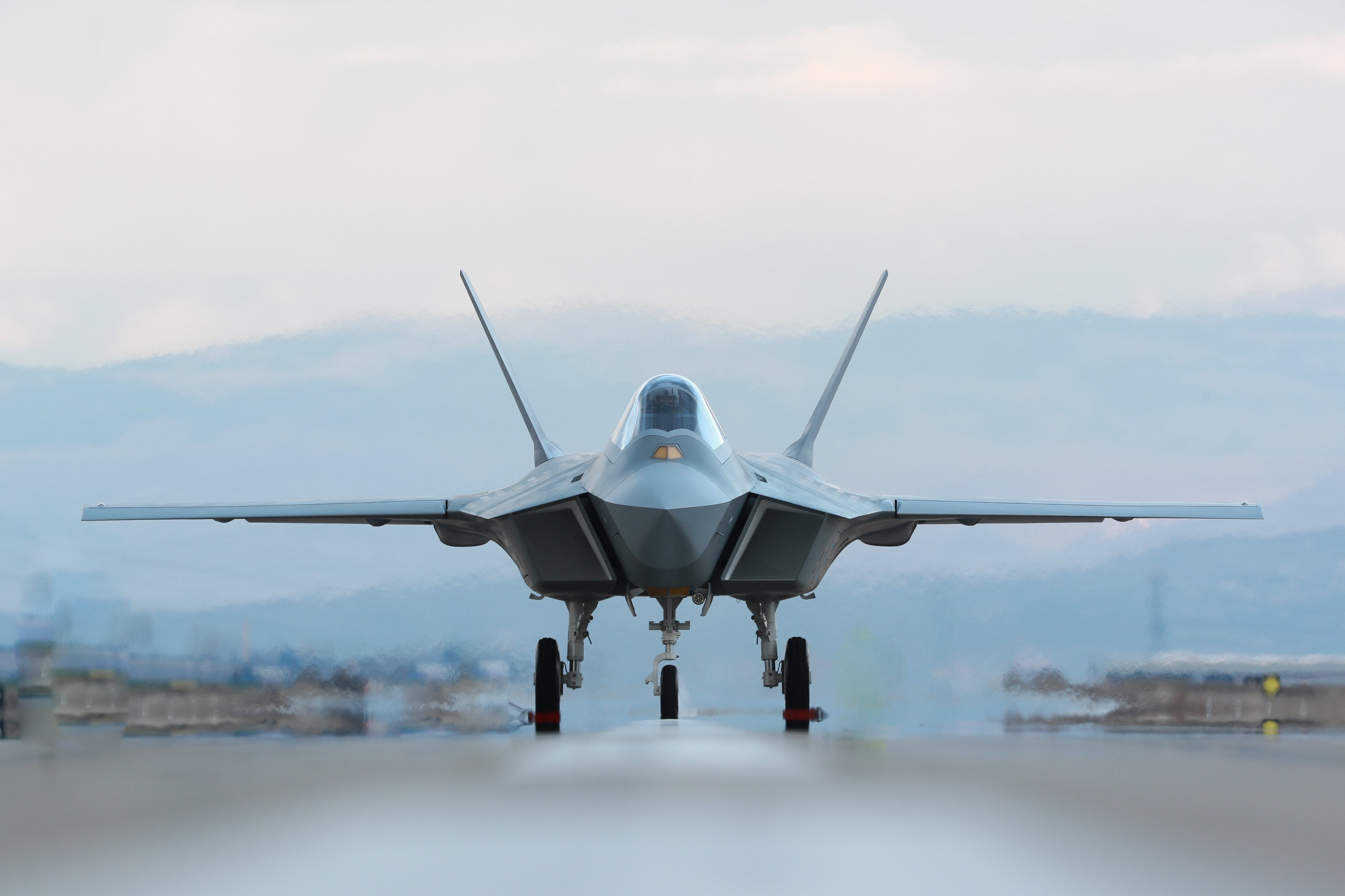

TAI TF 칸 또는 TAI 칸(TAI Kaan)은 TF("터키 전투기"를 뜻하는 Turkish Fighter, 구 명칭: TF-X) 및 MMU(튀르키예어: Milli Muharip Uçak, '국가 전투 항공기'를 의미)라고도 불리며 스텔스 기능을 갖춘 쌍발 엔진을 갖춘 전천후 공중 우위 전투기이다. 튀르키예항공우주산업(TAI)과 하청업체인 BAE 시스템스가 개발했다. 이 제트기는 터키 공군의 제너럴 다이내믹스 F-16 파이팅 팰컨 항공기를 대체하고 외국 정부에 판매될 예정이다.
프로토타입은 2023년 3월 16일 유도 및 지상 테스트를 수행했으며 이틀 후 공식적으로 출시되었다. 최초 비행은 2023년 12월 27일(TAI Anka-3의 처녀 비행 하루 전)로 예정되어 있었으며 2024년 2월 21일에 완료되었다.

## 개발
2010년 12월 15일, 터키 방위산업 집행위원회(SSIK)는 터키의 F-16 함대를 대체하고 F-35 라이트닝 II와 같은 다른 중요 자산과 함께 운용할 국가 차세대 제공권 전투기를 설계, 개발 및 제조하기로 결정했다.
2011년, 현재 터키 군대의 조달 기관인 방위산업청(Defense Industry Agency)으로 알려진 터키의 국방산업 차관(SSM)은 기본 능력의 개념적 개발을 위해 TAI와 계약을 체결했다. TAI와 TEI(TUSAŞ Engine Industries)는 전투기의 설계, 도입 및 개발 프로세스를 주도하게 된다. 이 연구는 전투기의 비용을 밝히는 동시에 어떤 기계 및 전자 시스템이 사용 및 포함될 것인지 조사하고 군용 항공의 기회와 과제에 대한 더 넓은 관점을 밝힐 것이다. 터키 항공우주산업(Turkish Aerospace Industries)이 수행한 2년간의 개념 설계 단계에 2천만 달러에 해당하는 자금이 할당되었다. TAI 관계자는 개념 설계 단계가 2013년 말에 완료되어야 하며 개발 단계 예산 및 프레임워크 승인을 위해 보고서가 준비되어 총리에게 제출되어야 한다고 밝혔다. 제인스는 이 프로젝트가 "매우 야심적"이라고 설명했다.
2024년 2월 15일 우크라이나는 칸 인수에 관심을 표명했다.

## 디자인

### 요구사항
2021년 6월, 터키 공군은 언론 프레젠테이션에서 TF-X의 최소 성능에 대한 요구 사항을 발표했다.
- 향상된 공기 역학 및 추진력
- 슈퍼크루즈
- 충분하고 최적화된 전투 반경
- 고급 및 내부 다중 스펙트럼 센서(EW 및 RF/IR)
- 낮은 관찰 가능성
- 센서 융합 및 자율성
- 네트워크 기반 전쟁을 위한 향상된 데이터 링크 기능
- 고정밀 원거리 무기

## 같이 보기
- HAL AMCA
- KF-21 보라매
- F-22 랩터
- 록히드 마틴 F-35 라이트닝 II
- 미쓰비시 X-2 신신
- 선양 J-31
- 수호이 Su-57
- 수호이 Su-75